# جوزيف كينيدي
جوزيف باتريك «جو» كينيدي الإبن (بالإنجليزية: Joseph P. Kennedy Jr.)‏ (و. 1915 – 1944 م) هو ضابط من الولايات المتحدة الأمريكية.

## التعليم
تعلم في كلية لندن للاقتصاد، وكلية هارفارد للحقوق.

## روابط خارجية
- جوزيف كينيدي على موقع IMDb (الإنجليزية)
- جوزيف كينيدي على موقع الموسوعة البريطانية (الإنجليزية)